# Raymond Weill
Raymond Weill (né le 28 janvier 1874 à Elbeuf et mort le 13 juillet 1950 à Paris) est un archéologue et égyptologue français.

## Biographie
Il a étudié avec Gaston Maspero à l'École pratique des hautes études et y a par la suite enseigné de 1928 à 1945.
Spécialisé en égyptologie, il a publié de nombreux travaux sur la fin de la XIIe dynastie et sur les Hyksôs.
Il est aussi le découvreur de l'inscription de Theodotos (en), première preuve archéologique de la présence juive en Palestine à l'époque de Jésus (1913/14).

## Publications
- Recueil des inscriptions égyptiennes du Sinaï Bibliographie, texte, traduction et commentaire 1904 (lire en ligne=https://archive.org/details/Weill_1904/)
- Les Décrets Royaux de l'Ancien Égyptien … étude sur les décrets royaux trouvés à Koptos … 1910 et 1911. 1912.
- La fin du Moyen Empire Égyptien: étude sur les monuments et l'histoire de la période comprise entre la 12e et la 18e dynastie. 1918.
- Bases, méthodes et résultats de la Chronologie Égyptienne. 1926–1928.
- Douzième Dynastie, royauté de Haute-Égypte et domination Hyksos dans le nord. 1953 (postum).